# 木内九二生

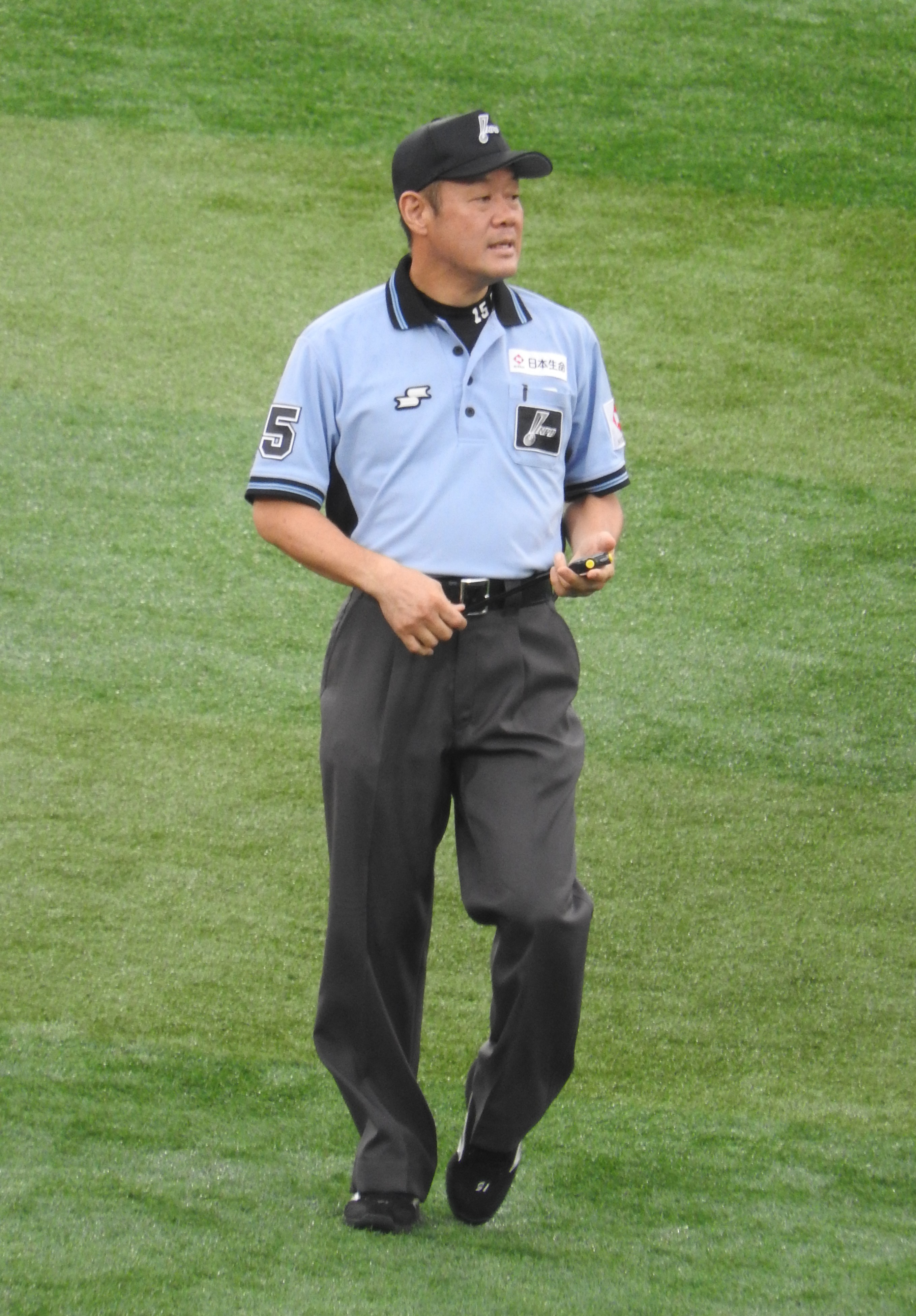
2023年8月9日　横浜スタジアムにて

木内 九二生（きうち くにお、1966年11月14日 - ）は、日本のプロ野球審判員。審判員袖番号は15。

## 来歴・人物
日本大学明誠高等学校、拓殖大学、大昭和製紙北海道を経て、1998年にセントラル・リーグ審判部に入局。審判員袖番号は15（2010年までは30）。
クロスプレーの際のアウトをジャッジする際は左手で行っている。（また投手にボールを投げる際も左利きである）。2013年に日本シリーズに初出場を果たし、第2戦で球審を務めている。
2014年現在、全国繊維化学食品流通サービス一般労働組合同盟傘下の連帯労組プロ野球審判支部長。
2016年5月3日、埼玉西武ライオンズ対オリックス・バファローズ7回戦（西武プリンスドーム）で球審を務め、史上122人目となる通算1000試合出場を達成した。
2021年シーズンより、サブクルーチーフに昇格。
2021年6月29日に楽天生命パーク宮城で行われた東北楽天ゴールデンイーグルス対北海道日本ハムファイターズ13回戦に三塁塁審として出場しNPB審判員史上97人目となる通算1500試合出場を達成した。
2023年シーズンより一般審判員となる。

## 審判出場記録
- 初出場：2002年4月16日、中日ドラゴンズ対阪神タイガース1回戦（豊橋市民球場）、一塁塁審。
- 出場試合数：1834試合
- オールスター出場：3回（2008年、2015年、2021年）
- 日本シリーズ出場：2回（2013年、2015年）

（記録は2024年シーズン終了時）

## 表彰
- イースタン・リーグ優秀審判員：1回 (2002年)
- セントラル・リーグ審判員奨励賞：1回 (2007年)

(記録は2022年シーズン終了時)